# Greatest Hits
Greatest Hits (англ. найкращі хіти), або The Best of (англ. Найкраще [з творчості]), The Very Best of (англ. Найкраще [з творчості]) і The Best (англ. Найкраще) — поширена назва музичних альбомів, що являють собою збірки найкращого матеріалу (за комерційним, художнім або іншим критерієм), створеного тим чи іншим артистом. Музичні альбоми можуть також називатися Single Collection,або включати в свої назви такі епітети, як Gold (англ. Золотий), Classic (англ. Класичний), Essential (англ. Невід'ємний) або Ultimate (англ. Остаточний), однак іноді вони взагалі можуть бути без таких назв.
Крім музичної індустрії, назви Greatest Hits і The Best of використовуються з аналогічним значенням і в інших областях: під ним виходять збірки відеокліпів, відеоігор або телесерій, які містять найкращі відеокліпи, ігри або телевізійні серії одного творця відповідно.

## Деякі альбоми
«Greatest Hits»
- Greatest Hits — альбом гурту «ABBA»
- Greatest Hits — альбом гурту «Creed»
- Greatest Hits — альбом гурту «Foo Fighters»
- Greatest Hits — альбом гурту «The Offspring»
- Greatest Hits — альбом гурту «Queen»

Подібні назви
- Bob Dylan's Greatest Hits — альбом Боба Ділана
- A Final Hit: Greatest Hits — альбом гурту «Leftfield»
- Legacy: The Greatest Hits Collection — альбом гурту «Boyz II Men»
- Greatest Hits From the Bong — альбом гурту «Cypress Hill»
- Greatest Hits Live...and More — альбом гурту «Toto»
- Simon and Garfunkel's Greatest Hits — альбом гурту «Simon and Garfunkel»

| музика | Це незавершена стаття про музику. Ви можете допомогти проєкту, виправивши або дописавши її. |